# Čtvrtý buddhistický koncil
V pořadí čtvrtý buddhistický koncil se uskutečnil ve dvou synodách - théravádové v 1. století př. n. l. na Srí Lance a sarvástivádové v 1. až 2. století n. l. v Kašmíru.
Théravádová synoda byla svolána kvůli tezím mnicha Vátsíputry Sthaviry. Vátsíputra tvrdil, že podstata osobnosti (sa. pudgala) je něčím, co nás stále provází. Není totožná s hmotným tělem, ale ani se od něj neliší. Převtěluje se a stále existuje i po odchodu do nirvány. Těmito názory si získal mnoho přívrženců, kteří se podle něj nazvali Vátsíputríjové. Jejich nauka se pak stala známou pod názvem Pudgalaváda. Sthavirové toto učení odsoudili a aby odlišili své učení od jejich, začali říkat své nauce Vibhadžjaváda.
Sarvástivádová synoda byla svolána kvůli uspořádání mahájánových nauk na základě sarvástivádinové Abhidharmy. Svolal ji kušánský císař Kaniška I. (78 n. l. nebo 127 n. l.) při příležitosti své korunovace na trůnu Kušánské říše. Uskutečnila se v buddhistickém klášteře v Harwanu poblíž Šrínagaru, kde se shromáždilo 500 buddhistických mnichů v čele s mnichem Vasumitrou, který uspořádal zasedání. Výsledkem synody byl rozsáhlý komentář Mahávibhása Šástra a vyhlášení mahájánového buddhismu.